# Colosía
Colosía ist ein Dorf in der Gemeinde Peñamellera Baja der autonomen Region Asturien. Colosía befindet sich drei Kilometer entfernt von Panes, dem Verwaltungssitz der Gemeinde.

## Geographie
Colosía mit seinen 16 Einwohnern (Stand 2011) liegt auf 51 bis 72 m über NN.

## Klima
Der Sommer ist angenehm mild, aber auch sehr feucht. Der Winter ist ebenfalls mild und nur in den Hochlagen streng.
- Temperaturen im Februar 2007: 3 – 9 °C
- Temperaturen im August 2007: 19 – 25 °C

## Sehenswürdigkeiten
Im Ortsteil Ciliergo befindet sich die im romanischen Stil erbaute Kirche „Iglesia de San Juan“.